# Almásy Imre (politikus, 1868–1929)
Zsadányi és törökszentmiklósi gróf Almásy Imre József István Géza Mária (Kétegyháza, 1868. február 1. – Budapest, 1929. január 25.) földbirtokos, politikus, Jász-Nagykun-Szolnok vármegye főispánja.

## Élete
Szülei gróf Almásy Kálmán lovassági százados és Wenckheim Stefánia grófnő, egyik bátyja pedig Almásy Dénes politikus. A középiskolát Kétegyházán és az aradi főgimnáziumban végezte. Ezt követően jogi tanulmányokat folytatott Kolozsvárott, Budapesten és Berlinben is, és ezalatt bejárta Európát. A kolozsvári egyetemen szerezte meg az államtudományi doktori
oklevelet. Tanulmányai befejeztével a család szenttamási birtokait igazgatta. Már fiatal korában aktívan részt vett a vármegye közéletében. Örökös jogon tagja volt a Főrendiháznak is, egy időben jegyzője is volt, de 1892-től az Országgyűlésben is képviselősködött, ugyanis ekkor a szilágymegyei diósadi választókerület szabadelvű párti programmal képviselővé választotta. 1904-ben a Lipót-rend lovagkeresztjét kapta. 1906-ban a vármegye főispánjává tették meg. Jelentős része volt a szolnoki Tisza-híd megépítésében, a Duna–Tisza-csatorna és a tiszai hajózás fejlesztésében is. Szolnok városa egy kőszínházzal is gazdagabb lett Almásy jóvoltából, melyet 1894-ben avattak fel, és az 1911-ben életre hívott szolnoki felsőkereskedelmi iskola is Almásy ötlete nyomán valósult meg. Főispánsága után a vármegyei gazdasági egyesületet irányította. Az első világháború alatt a hátországban maradva annak életét szervezte. A harcoló katonák családjainak segélyezésében is komoly rész vállalt. Tevékenységei elismeréséül a Vörös Kereszt első osztályú érdemkeresztjével tüntették ki. A háború után létrejött Vitézi rend számára ő adományozott elsőként földterületet.
Más tevékenységei közül kiemelendő, hogy tagja és elnöke (1927-től pedig e tisztségről lemondva örökös tiszteletbeli elnöke) volt a Tiszántúli Mezőgazdasági Kamarának, és az 1923-ban megalakult Országos Mezőgazdasági Kamara is elnökévé választotta, mely utóbbi tisztségét haláláig betöltötte. Az OMGE jelölése alapján 1927-ben az Országos Mezőgazdasági Kamara az új országgyűlés Felsőházába delegálta és abban mint a közgazdasági, pénzügyi és közlekedésügyi bizottságok tagja tevékenykedett. 32 éven át elnöke volt a Szolnok megyei Gazdasági Egyesületnek, 27 éven át a Berettyó-vízszabályozó Társulatnak. Tevékeny tagja volt az OMGE igazgatóválasztmányának, szakosztályainak és bizottságainak. Elnöke, vagy tagja volt ezenkívül úgyszólván minden számottevő gazdasági és társadalmi egyesületnek: 27 egyesületben is viselt elnöki pozíciót, csakúgy, mint a Vármegyei Kaszinóban. 
Irodalmi munkái közül meg kell említeni a napi és szaklapok oldalain közölt cikkeit, melyek főként közgazdasági és mezőgazdasági témájúak voltak. Ő maga is rendszeresen szerepelt a sajtóban, lévén, hogy jeles vadász is volt.
1929. január 25-én, kevéssel 61. születésnapja előtt hunyt el. Pusztaszenttamáson helyezték örök nyugalomra végakarata szerint, de halála után felesége eladta a kastélyt, és Almásy földi maradványait Körösladányba szállíttatta, majd az ottani katolikus templom sírkertjében újratemettette.

## Családja
1892. február 8-án vette feleségül Wesselényi Kornélia bárónőt (1871–1962), aki négy gyermekkel ajándékozta meg:
- Dénes Imre Ilona Mária Immaculata (1892–1972), neje: Teleki Éva grófnő (1893–1984)
- Ilona Mária Denise (1894–1966); férje: Johann von Meran gróf (1896–1970)
- Imre Dénes Mária Ilona (1896–1973); neje: Széchenyi Antónia grófnő (1896–1971)
- Mária Ilona Imre Dénes (1902–1986); férje: Széchenyi Ferenc gróf (1901–1963)